# Camauro

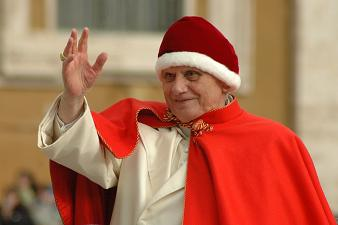
El Papa Benet XVI portant el camauro

El camauro (del llatí camelaucum, i a l'hora del grec kamelauchion, que significa 'lligadura de pell de camell') és un casquet tradicionalment portat pel Papa de l'Església Catòlica. El camauro papal és de llana o de vellut vermell amb una franja d'ermini blanc, i es porta durant l'hivern, en comptes del solideu, que alhora pren el lloc de la birreta portada per altres membres del clergat. Igual que la birreta i el birret portat pels acadèmics, el camauro deriva del pili, originalment portat per protegir del fred el cap tonsurats dels clergues. Sovint es porta amb una capa hivernal, la musseta.
El camauro ha format part del vestuari papal d'ençà el segle xii. Fins al 1464 també el portaven els cardenals, tot i que sense l'ermini; fins que actualment el seu ús ha quedat reservat exclusivament al Papa, i els cardenals llueixen una birreta escarlata. El camauro papal va caure en desús després de la mort de Joan XXIII el 1963. Benet XVI el va portar una vegada al desembre del 2005, sent comparat als mitjans amb el Pare Noel.
El camauro també formava part del vestuari del Dux de Venècia, sota el nom de "corno ducale". Cada dilluns de Pasqua el Dux encapçalava una processó des de la Sant Marc fins al convent de Sant Zacaries, on l'abadessa li donava un nou camauro de lli brodat per les monges.

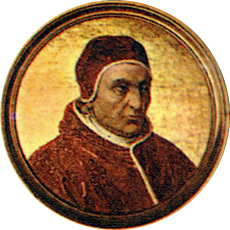
Innocenci VII (1404–1406)
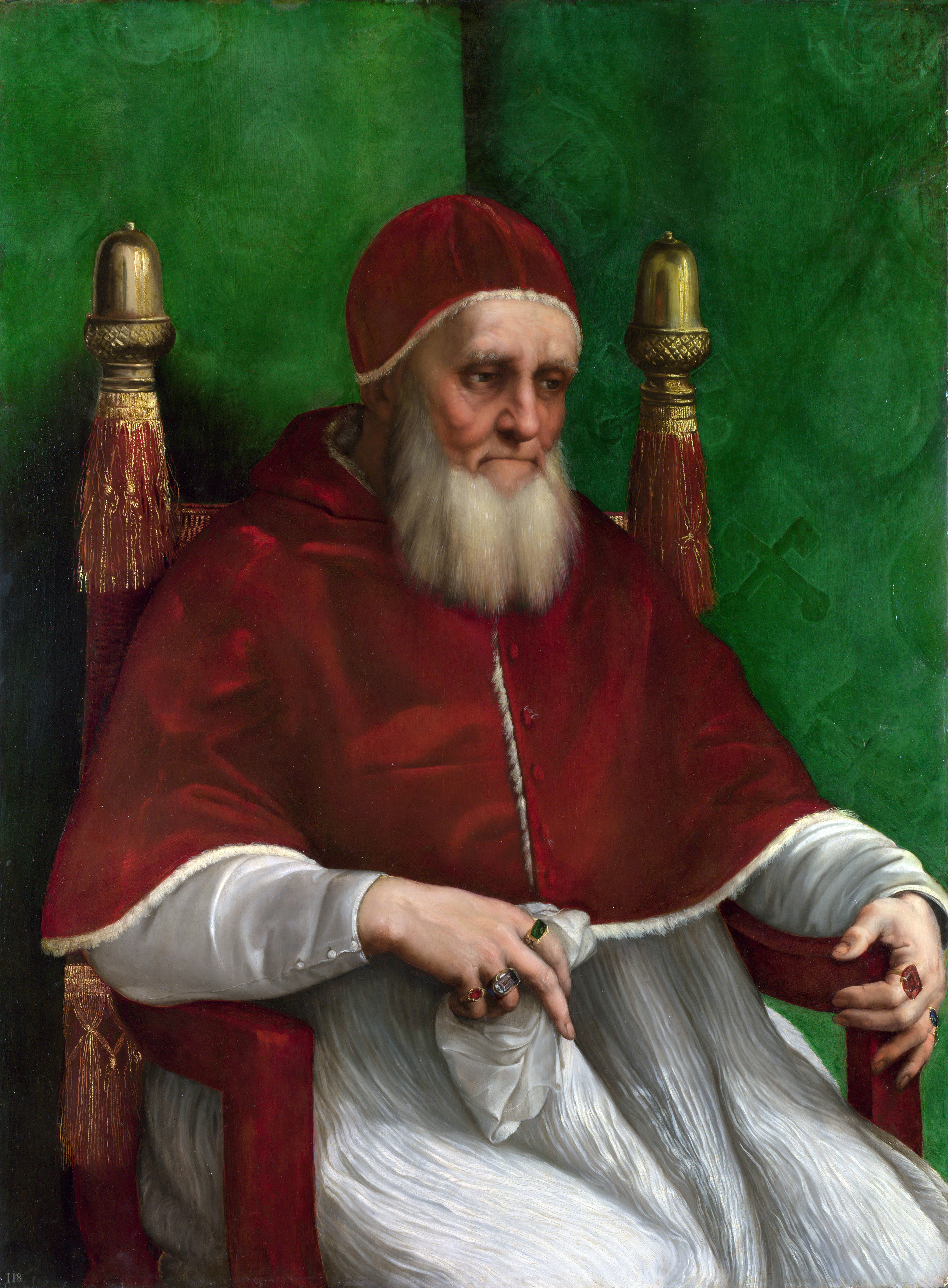
Juli II (1503–1513)
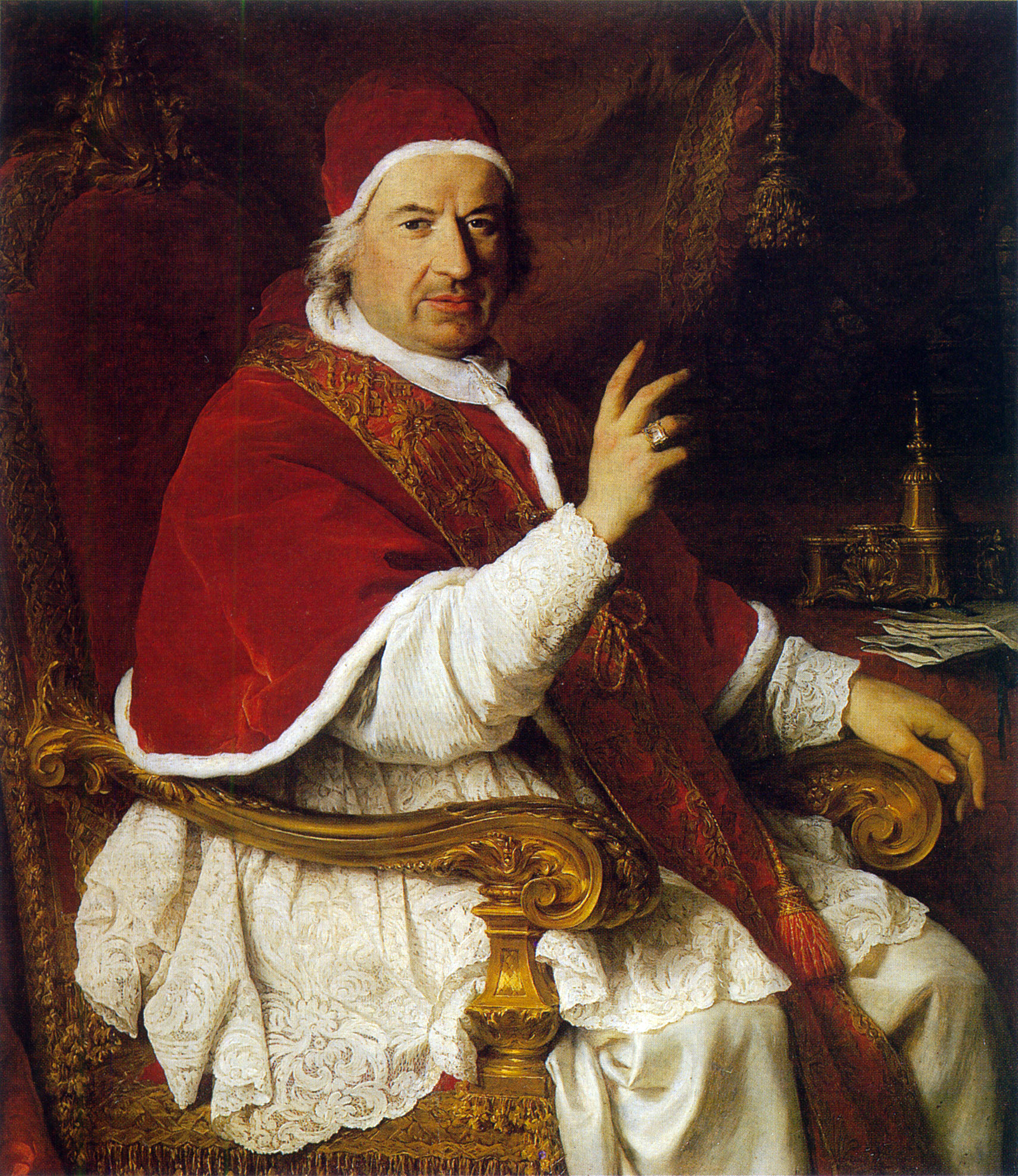
Benet XIV (1740–1758)
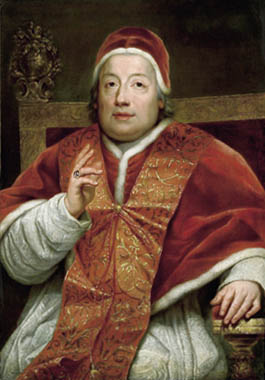
Climent XIII (1758–1769)
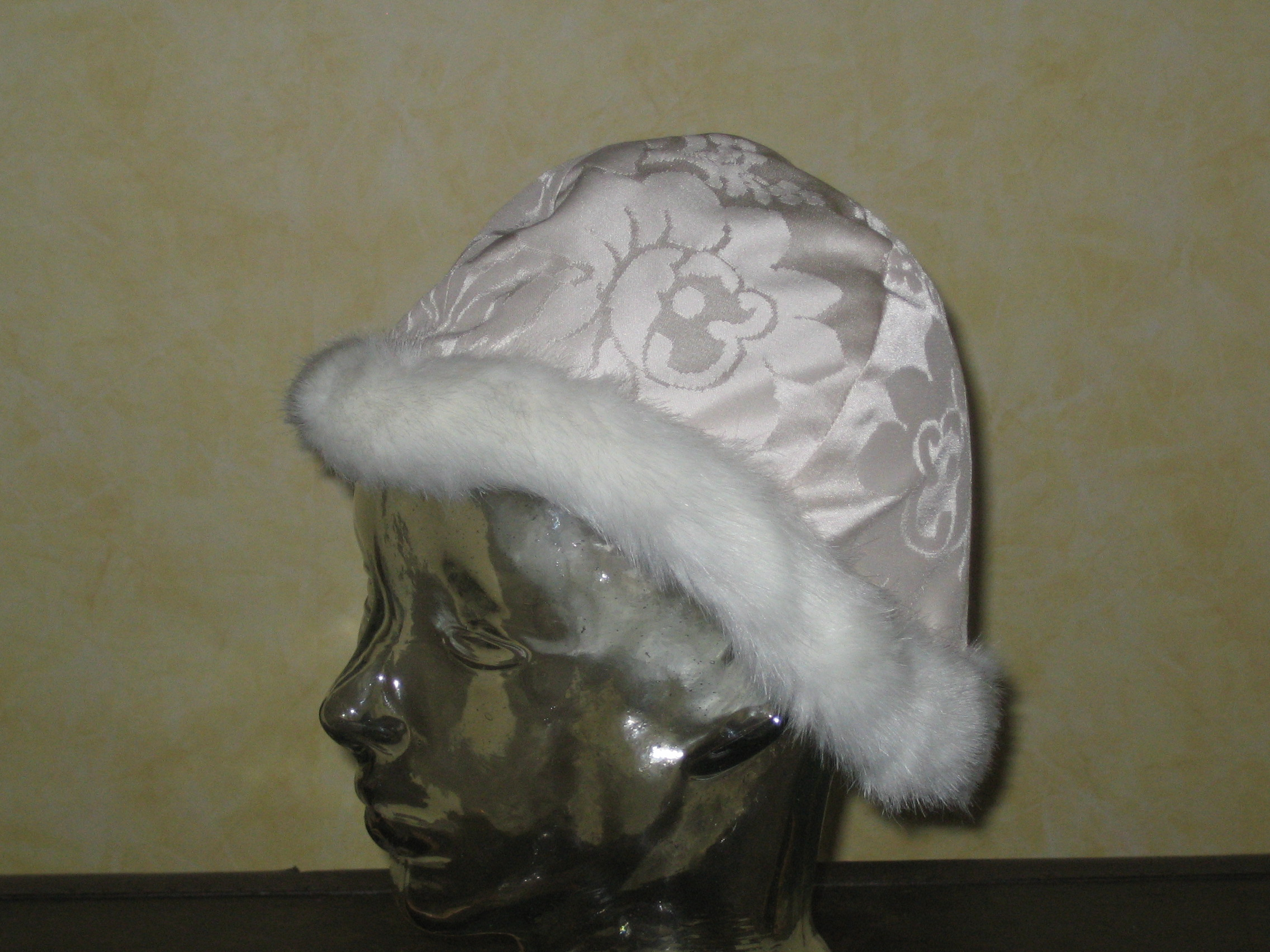
Camauro blanc, portat durant l'Octava de Pàsqua